# يوجينيو بيزارو
يوجينيو بيزارو (بالإسبانية: Eugenio Pizarro)‏ هو سياسي تشيلي، ولد في 7 نوفمبر 1938 في تشيلي. حزبياً، نشط في الحزب الشيوعي التشيلي.